# Graeteriella surinamensis
Graeteriella surinamensis is een eenoogkreeftjessoort uit de familie van de Cyclopidae. De wetenschappelijke naam van de soort is voor het eerst geldig gepubliceerd in 1926 door Brehm.